# Diamond Jackson
Diamond Jackson (5 de julho de 1966), é uma atriz pornográfica americana.

## Biografia
Diamond Jackson nasceu em 5 de julho de 1966, em Miami, Flórida. Era uma aficionada em esportes e ginástica e foi líder de claque no colégio. Jackson tem uma licenciatura em medicina tecnológica de esportes, da Universidade de Denver. Diamond não só foi a um programa de televisão popular, onde fez fitness e foi uma VJ que apresentou vídeos de música durante os primeiros dias da MTV, mas também fez publicidade de TV, e posou, antes de entrar na indústria do entretenimento adulto como uma modelo de câmara online em 2001. Jackson começou a realizar vídeos explícitos de hardcore, nos seus 40, em 2007. Entre as principais empresas, Diamond tem aparecido em vídeos adultos para a Elegant Angel, Girlfriends Films, Evasive Angles, Pulse Distribution, e Pure Play Media. Além disso, Jackson também trabalhou para sites adultos, como a BangBros e a Reality Kings.

## Filmografia
| Título do Filme                                                     | Produtora            | Ano  |
| My Neighbor's Sex Tapes                                             | Juicy Entertainment  | 2007 |
| I Fucked Your Wife! Again!                                          | Score                | 2007 |
| MILF School 4                                                       | Vivid                | 2007 |
| My friend`s hot mom - Diamond Jackson and Alan Stafford             | Naughty America      | 2008 |
| Naughty America - Diamond Jackson and Chris Charming                | Naughty America      | 2008 |
| Seduced By A Cougar - Diamond Jackson and Billy Glide               | Naughty America      | 2008 |
| Big Tits Boss 3                                                     | Reality Kings        | 2008 |
| Round and Brown 7                                                   | Reality Kings        | 2008 |
| Baby's Mommas 3                                                     | Juicy Entertainment  | 2008 |
| Dirty Rotten Mother Fuckers 2                                       | Jules Jordan         | 2008 |
| Chocolate Milf 4                                                    | Metro                | 2008 |
| M.I.L.F. Chocolate 3                                                | Black Ice            | 2008 |
| Black mommas                                                        | Elegant Angel        | 2008 |
| Black Reign 14                                                      | Mercenary Pictures   | 2008 |
| Mini Van Moms 11                                                    | Northstar            | 2008 |
| My Girlfriend Squirts 10                                            |                      | 2008 |
| My Baby Got Back 45                                                 |                      | 2009 |
| Milf Magnet 4                                                       | Mercenary Pictures   | 2009 |
| My friend`s Hot Mom - Diamond Jackson and Charles Dera              | Naughty America      | 2010 |
| Used Cars For MILF Boobs                                            | Brazzers             | 2010 |
| Bra Tug of War                                                      | Brazzers             | 2010 |
| Lesbian House Hunters 4                                             | Girlfriends          | 2010 |
| Horny Black Mothers & Daughters 8                                   | Evasive Angles       | 2010 |
| Can't Be Chappelle's Show: A XXX Parody                             | Evasive Angles       | 2010 |
| The Companion                                                       |                      | 2010 |
| Tiffany's Career Counselor                                          |                      | 2010 |
| The Chocolate Factory 5                                             |                      | 2010 |
| Touchy Feely                                                        |                      | 2010 |
| Dr. Jamie... Ronnie's Cure                                          |                      | 2010 |
| Angel on My Shoulder                                                |                      | 2010 |
| Cum Bang 7                                                          | Dogfart              | 2011 |
| My friend`s Hot Mom - Diamond Jackson and Michael Vegas             | Naughty America      | 2011 |
| My first sex Teacher - Diamond Jackson and Kris Slater              | Naughty America      | 2011 |
| Can't Be Sanford and Son                                            | Evasive Angles       | 2011 |
| Super Anal Black Cougars                                            | West Coast           | 2011 |
| My Black Milf Neighbor 3                                            | Evasive Angles       | 2011 |
| Lesbian Triangles 22                                                | Girlfriends          | 2011 |
| Lesbian Triangles 23                                                | Girlfriends          | 2011 |
| Lesbian Triangles 26                                                | Girlfriends          | 2012 |
| Miss Titness America                                                | Brazzers             | 2012 |
| To Prank A Skank                                                    | Brazzers             | 2012 |
| Fuckus Group                                                        | Brazzers             | 2012 |
| My Friend's Hot Mom - Diamond Jackson and Michael Vegas             | Naughty America      | 2012 |
| The Tightest Tutor In Town                                          | Brazzers             | 2012 |
| One Ride Two Brides                                                 | Brazzers             | 2012 |
| Millionaire Squirter                                                | Brazzers             | 2012 |
| Fuck, Forgive, and Forget                                           | Brazzers             | 2013 |
| A Last Chance at Lust                                               | Brazzers             | 2013 |
| Give Me Your Breast Offer                                           | Brazzers             | 2013 |
| Rub Down Diamond                                                    | Brazzers             | 2013 |
| Corporal Pleasurement                                               | Brazzers             | 2013 |
| One Part Keiran, Two Parts Tits                                     | Brazzers             | 2013 |
| She's Gonna Squirt 3                                                |                      | 2013 |
| Lesbian Sex Vol. 11                                                 |                      | 2014 |
| My Friend's Hot Mom - Diamond Jackson and Bill Bailey               | Naughty America      | 2014 |
| My first Sex teacher - Diamond Jackson and Pete In                  | Naughty America      | 2014 |
| Seduced By a Cougar - Diamond Jackson and Ryan Driller              | Naughty America      | 2014 |
| Mom Catches The Babysitter                                          | Brazzers             | 2014 |
| Office 4-Play VII: Ebony Babes                                      | Brazzers             | 2014 |
| Weremilf                                                            | Brazzers             | 2014 |
| Squirt off 2014                                                     | Brazzers             | 2014 |
| Diamond Is A Cock's Best Friend                                     | Brazzers             | 2014 |
| Gimme That Dick!                                                    | Brazzers             | 2014 |
| My Sister-In-Law Is A Whore!                                        | Brazzers             | 2014 |
| Tonight's Girlfriend                                                | Tonight's Girlfriend | 2014 |
| Naughty Office                                                      | Naughty America      | 2015 |
| Housewife 1 on 1                                                    | Naughty America      | 2015 |
| Wives on vacation                                                   | Naughty America      | 2015 |
| Neighbor Affair                                                     | Naughty America      | 2015 |
| My first Sex teacher - Diamond Jackson and Bruno Dickemz            | Naughty America      | 2015 |
| American Daydreams - Diamond Jackson, Jade Jantzen and Levi Cash    | Naughty America      | 2015 |
| Seduced By a Cougar - Diamond Jackson and Peter Green               | Naughty America      | 2015 |
| My Friend's Hot Mom - Diamond Jackson and JMac                      | Naughty America      | 2015 |
| My Friend's Hot Mom - Diamond Jackson and Levi Cash                 | Naughty America      | 2015 |
| I Have a Wife - Diamond Jackson and Levi Cash                       | Naughty America      | 2015 |
| Oily Office                                                         | Brazzers             | 2015 |
| Aching For Anal                                                     | Brazzers             | 2015 |
| Prison Warden Picks A Plaything                                     | Brazzers             | 2015 |
| Busted and Busty                                                    | Brazzers             | 2015 |
| Diamond Jackson is a Dick Crazy Milf                                | Bang Bros            | 2015 |
| Gets Plastered With Cum                                             | Bang Bros            | 2015 |
| Anal Creampie In POV                                                | Bang Bros            | 2015 |
| Miami Milfs 4                                                       |                      | 2015 |
| My Friend's Hot Mom - Diamond Jackson and Tony Rubino               | Naughty America      | 2016 |
| My Friend's Hot Mom - Diamond Jackson and Peter Green               | Naughty America      | 2016 |
| My Wife`s Hot Friend - Diamond Jackson and Preston Parker           | Naughty America      | 2016 |
| Seduced By a Cougar - Diamond Jackson and Sean Lawless              | Naughty America      | 2016 |
| Game, Set, Match Pussy                                              | Brazzers             | 2016 |
| Diamond Is Your Boss                                                | Brazzers             | 2016 |
| Mom's Twist Of Date                                                 | Brazzers             | 2016 |
| Busting On Diamond                                                  | Reality Kings        | 2016 |
| My White Stepdad 2                                                  | Digital Playground   | 2016 |
| My White Stepdad 4                                                  | Digital Playground   | 2016 |
| Drive By Milf                                                       | Digital Playground   | 2016 |
| Seduced By a Cougar - Diamond Jackson and Kyle Mason                | Naughty America      | 2017 |
| My Friend's Hot Mom - Diamond Jackson and Bambino                   | Naughty America      | 2017 |
| My first Sex teacher - Diamond Jackson, Ariella Ferrera and Bambino | Naughty America      | 2017 |
| My Friend's Hot Mom - Diamond Jackson and Peter Grenn               | Naughty America      | 2017 |
| My first Sex teacher - Diamond Jackson and Kyle Mason               | Naughty America      | 2017 |
| I have a wife - Diamond Jackson and Brad Sterling                   | Naughty America      | 2017 |
| Undercover Step Mother                                              | Brazzers             | 2017 |
| Young Juan Takes on a Brickhouse                                    | Bang Bros            | 2017 |
| My White Stepdad                                                    | Digital Playground   | 2017 |
| Diamond Jackson Protects Her Home                                   | Bang Bros            | 2018 |
| Eye on the Infield                                                  | Brazzers             | 2018 |
| Sucked By The Soccer Milf                                           | Brazzers             | 2018 |
| You May Now Peg The Bride                                           | Brazzers             | 2018 |
| The Replacement 2                                                   | Brazzers             | 2018 |
| Brazzers Porn School                                                | Brazzers             | 2018 |
| A Pot of Golden Dildos                                              | Brazzers             | 2019 |